# Plivot
Plivot és un municipi francès, situat al departament del Marne i a la regió del Gran Est. L'any 2007 tenia 730 habitants.

## Demografia

### Població
El 2007 la població de fet de Plivot era de 730 persones. Hi havia 272 famílies, de les quals 55 eren unipersonals (20 homes vivint sols i 35 dones vivint soles), 87 parelles sense fills, 118 parelles amb fills i 12 famílies monoparentals amb fills.
La població ha evolucionat segons el següent gràfic:
Habitants censats

### Habitatges
El 2007 hi havia 290 habitatges, 278 eren l'habitatge principal de la família i 12 estaven desocupats. 269 eren cases i 22 eren apartaments. Dels 278 habitatges principals, 237 estaven ocupats pels seus propietaris, 37 estaven llogats i ocupats pels llogaters i 4 estaven cedits a títol gratuït; 6 tenien dues cambres, 36 en tenien tres, 59 en tenien quatre i 177 en tenien cinc o més. 217 habitatges disposaven pel capbaix d'una plaça de pàrquing. A 78 habitatges hi havia un automòbil i a 182 n'hi havia dos o més.

### Piràmide de població
La piràmide de població per edats i sexe el 2009 era:
| Homes | Edats   | Dones |
| ----- | ------- | ----- |
| 0     | 95 o +  | 0     |
| 4     | 90 a 94 | 0     |
| 0     | 85 a 89 | 8     |
| 0     | 80 a 84 | 0     |
| 8     | 75 a 79 | 8     |
| 16    | 70 a 74 | 8     |
| 8     | 65 a 69 | 12    |
| 12    | 60 a 64 | 16    |
| 40    | 55 a 59 | 20    |
| 16    | 50 a 54 | 20    |
| 24    | 45 a 49 | 28    |
| 32    | 40 a 44 | 24    |
| 20    | 35 a 39 | 28    |
| 16    | 30 a 34 | 12    |
| 20    | 25 a 29 | 24    |
| 12    | 20 a 24 | 12    |
| 32    | 15 a 19 | 16    |
| 20    | 10 a 14 | 24    |
| 40    | 5 a 9   | 24    |
| 4     | 0 a 4   | 20    |

## Economia
El 2007 la població en edat de treballar era de 473 persones, 370 eren actives i 103 eren inactives. De les 370 persones actives 357 estaven ocupades (193 homes i 164 dones) i 13 estaven aturades (2 homes i 11 dones). De les 103 persones inactives 38 estaven jubilades, 34 estaven estudiant i 31 estaven classificades com a «altres inactius».

### Ingressos
El 2009 a Plivot hi havia 287 unitats fiscals que integraven 784 persones, la mediana anual d'ingressos fiscals per persona era de 21.202 €.

### Activitats econòmiques
Dels 18 establiments que hi havia el 2007, 1 era d'una empresa alimentària, 1 d'una empresa de fabricació de material elèctric, 1 d'una empresa de fabricació d'altres productes industrials, 4 d'empreses de construcció, 2 d'empreses de comerç i reparació d'automòbils, 1 d'una empresa de transport, 1 d'una empresa d'informació i comunicació, 2 d'empreses immobiliàries, 2 d'empreses de serveis, 1 d'una entitat de l'administració pública i 2 d'empreses classificades com a «altres activitats de serveis».
Dels 5 establiments de servei als particulars que hi havia el 2009, 1 era una autoescola, 1 paleta, 1 guixaire pintor, 1 lampisteria i 1 agència immobiliària.
Dels 2 establiments comercials que hi havia el 2009, 1 era una gran superfície de material de bricolatge i 1 una botiga de menys de 120 m².
L'any 2000 a Plivot hi havia 18 explotacions agrícoles que ocupaven un total de 820 hectàrees.

## Equipaments sanitaris i escolars
El 2009 hi havia 1 escola maternal i 1 escola elemental.

## Poblacions més properes
El següent diagrama mostra les poblacions més properes.